# Maya Deren
Maya Deren (született Eleanora Derenkovszkaja) (Ukrajna, Kijev, 1917. május 12. (április 29., Julián naptár szerint) – New York, 1961. október 13.) avantgárd filmrendező, filmszínész, filmelméleti szakember, táncos, koreográfus, költő, író, fényképész.

## Élete – pályája
1917-ben született Kijevben, Solomon Derenkovszky és Marie Fiedler gyermekeként. A legenda szerint a híres olasz színésznő, Eleanora Duse tiszteletére kapta keresztnevét. Szülei a szovjet forradalom után, a zsidóüldözések elől 1922-ben emigráltak a New York állambeli Syracuse-ba. Apja egy értelmi fogyatékos gyerekekkel és felnőttekkel foglalkozó intézetben lett pszichiáter. Nevüket Deren-re rövidíttették. 1928-ban megkapták az amerikai állampolgárságot.
A család gyakran élt külön. Mialatt a kamasz Eleanora (1930-33-ig) Genfben egy nemzetközi iskolába járt, anyja, Marie Párizsban nyelveket tanult, apja pedig, Amerikában dolgozott. Később Deren beiratkozott a syracuse-i egyetemre, ahol újságírást és politikatudományt tanult. Itt ismerkedett meg első férjével, Gregory Bardacke-kel, akivel aktívan részt vettek a trockista Fiatalok Szocialista Szövetségének (Young People’s Socialist League) munkájában. 1935-ben New Yorkba költöztek. Tanulmányait itt folytatta a New School for Social Research-ben, majd a Smith College-ban. 1939-ben kapott diplomát angol irodalomból és szimbolista költészetből. Ebben az évben vált el férjétől.
Tanulmányai befejezése után a híres táncos és koreográfus Katherine Dunham mellett kezdett dolgozni, mint asszisztens. Írói tevékenységét is folytatta, verseket, esszéket, újságcikkeket írt. Az Educational Dance című folyóiratban megjelent egy cikke "Vallásos megszállottság a táncban" címmel. 1941-ben Dunham táncegyüttesével egy körút során több hónapot töltött Hollywoodban. Itt ismerkedett meg második férjével, a Hitler elől, Csehszlovákiából menekült Alexandr Hackenschmied operatőrrel, aki nevét – Deren javaslatára -, Alexander (Sasha) Hammidre változtatta. 1942-ben megvált Dunham csapatától. A Hammiddel való találkozás irányította figyelmét a film felé. Keresztnevét is megváltoztatta, s első filmjét, A délután szövevényeit (Meshes of the Afternoon) már Maya Deren néven készítette.
A délután szövevényei 1943-ban készült, férje fotografálta, s a főszerepet Maya játszotta. Ez volt első és legnagyobb jelentőségű avantgárd filmje. Deren művészetére nagy hatást gyakorolt Mélies varázslatos trükktechnikája. A 16 mm-es, fekete-fehér némafilm különös, egyéni látásmódú, izgalmas képekkel meséli el a történetet, egy lány álmát, álmát az álmában. Az egész egy költői pszichodráma, vágy és félelem keveredik lidérces rémálommá a vásznon. A filmnek különleges ritmusa van, melyet az ismétlések, a vágások és a szereplő mozgása hoz létre. Hatásos – a japán hangzásvilágot idéző zenéjét – Teiji Ito szerezte, aki 1952-ben Deren harmadik férje lett. Második filmje A parton (At Land) 1944-ben készült, ebben szintén ő a főszereplő. Az üres társadalmi rítusokkal szembeni kritikáját fogalmazza meg a filmben. Első filmjéhez hasonlóan ez is emlékek, benyomások, érzelmek képi megjelenítése. Össze nem illő tereket, személyeket, történéseket kapcsolt össze a szabad asszociáció logikájával.
Maya Derent baráti és alkotói viszony fűzte a kor több avantgárd művészéhez, például André Bretonhoz, Marcel Duchamphoz, John Cage-hez és Anais Ninhez.1943-ban Mercel Duchamppal közösen kezdtek forgatni, de ez a film sohasem készült el. A címe A boszorkányok bölcsője (The Witch’s Cradle) volt. 1945-ben készítette a Koreográfiai tanulmányok kamerára (A Study in Choreography for Camera) című filmjét, melyben mozgás és film tökéletes egységét hozta létre.
A Rítus az átváltoztatott időben (Ritual in Transfigured Time) három önálló egységből felépülő film. Az első rész egy szobában zajló kamaradarab, a másodikban egy parti képeit látjuk, a harmadik egy táncfilm. Ebben is, mint Deren minden filmjében, főszerepet kapott a mozgás.
1946-ban elnyerte a „Kreatív alkotás a mozgókép területén” elnevezésű Guggenheim ösztöndíjat, melynek segítségével 1947 és 51 között dokumentumfilmet forgatott a voodoo-ról Haitin. Isteni lovasok (The Living Gods of Haiti) címmel összefoglaló művet írt a voodoo mitológiáról. Mivel kísérleti filmjeihez nehezen talált terjesztőt, ezért ezt a feladatot is maga végezte. 1947-ben kibérelte Greenwich Village-ben a Provincetown Playhouse-t, ahol nagy sikerrel mutatta be filmjeit. Megalapította a Creativ Film Fondationt, mely a nagy hollywoodi stúdióktól független, kísérletező, újító filmek készítését támogatta.
1948-ban forgatta a Meditáció az erőszakról (Meditation on Violence) című filmjét, melyben egy kínai bokszoló előadásában láthatjuk a keleti harcművészet évszázados tradíciókra épülő, stilizált, táncszerű mozdulatsorait. 30 éves volt, amikor megismerkedett, az akkor 15 éves Teiji Ito zeneszerzővel, akivel 1952-ben házasságot kötöttek.
1958-ban a Metropolitan Opera Ballet Schoollal  és Antony Tudoral együttműködve készítette el Az éjszaka igazi szeme (The Very Eye of Night) című filmjét. Ez a legtisztább és talán, a legszebb táncfilmje. Deren fölvette a balettiskola növendékeit táncpróba közben. A fekete ruhás táncosok fehér, negatív képét, mint papírból kivágott figurákat, egy fekete, csillagos égbolt képére animálta. Az eredmény káprázatos lett. A táncosok, – mint megannyi fehér angyal – egy különös koreográfia szerint röpülnek, úsznak a levegőben, a fekete égbolt előtt.
Maya Deren 1961-ben, 44 éves korában, agyvérzésben halt meg New Yorkban. A halála kapcsán kialakult találgatások szerint magas vérnyomása volt és kóros alultápláltságban szenvedett. Gyenge fizikumán csak rontottak az amfetaminok, amiket 41-ben Dr. Max Jacobson javaslatára kezdett szedni. Az orvos Amerika legünnepeltebb hírességeit, művészeket, írókat, politikusokat kezelt több éven át amfetamin, vitamin, fájdalomcsillapító és emberi placenta keverékéből álló injekcióval. A beszédes, „Dr. Feelgood” becenévre keresztelt orvosról cikk jelent meg a New York Timesban „Az orvos amfetaminokkal javítja híres páciensei hangulatát” címmel. Az ügyben vizsgálat indult, megállapították, hogy Jacobson drogfüggést alakított ki betegeiben. Orvosi tevékenységét 1975-ben felfüggesztették. Martina Kudlacek In the Mirror of Maya Deren című dokumentumfilmjében cáfolja a rendezőnő halálával kapcsolatos híreszteléseket.
Maya Deren az avantgárd film időtlen, napjainkra újra felfedezett klasszikusa. Írta, rendezte, vágta, gyártotta saját filmjeit, s legtöbbször a főszerepeket is maga játszotta. Filmelméleti esszéket, verseket írt, előadásokat, vetítéseket tartott. Filmjeiben nagy hangsúlyt kapott az emberi test, a mozgás kifejező ereje. Alkotásait nagyfokú intellektualitás, vizuális költőiség, érzelmesség, szenvedélyesség, érzékiség jellemezte.
Le Corbusier írta Deren művészetéről: „Maya Deren filmjei megszabadítanak bennünket a stúdióktól… A mozizás és lényegi kifejezőeszközei közti kapcsolat megújítása számtalan lehetőséget nyit, hogy intelligens, szenzibilis és leleményes költemények szülessenek. A poézis végső soron ünnep, amelyet az élet azoknak juttat, akik tudják, hogyan éreznek és értenek a szemükkel és a szívükkel.”

## Kritikája Hollywoodról
Az 1940-es 50-es években Deren erősen támadta Hollywoodot az amerikai mozi fölötti művészi, politikai és gazdasági monopóliuma miatt. „Annyi pénzből készítem a filmjeimet, amennyit Hollywood rúzsra költ.” – állította, és felhívta a figyelmet rá, hogy a mozgókép, mint alkotó szépművészeti forma meghatározásának és fejlődésének fő akadálya Hollywood.

## Haiti és a vudu
A Guggenheim ösztöndíj lehetővé tette Deren számára, hogy Haitin tanulmányozza a vudu vallást. Maya táncmestere, Dunham, diplomamunkáját a haiti táncokból írta. Valószínűleg ez lehetett az egyik ok, ami Deren érdeklődését Haiti felé irányította.
Több órás filmet forgatott a voodoo szertartásokról, sőt részt is vett ezekben, s végül voodoo papnővé avatták.
A dokumentumfilm, azonban befejezetlen maradt. 20 évvel a halála után, 1981-ben Teiji Ito és Cherel Winett Ito szerkesztette egybe az anyagot. Az eredeti felvételek és feljegyzések a Boston University, Maya Deren gyűjteményében találhatók.
Könyve, az „Isteni lovasok”  alapmű ebben a témában.

## Hatása az utókorra
- Derennek fontos szerepe volt a független, kísérleti filmes    mozgalom a New American Cinema létrejöttében. Antal István írja, Maya királynő című cikkében: „Az úgynevezett „új amerikai film” és a New York-i iskola reprezentánsainak többsége lépten-nyomon arra hivatkozik, hogy gondolkozásmódjának egésze, alkotói magatartásának a lényege változott meg akkor, amikor Deren filmjeivel találkozott.”
- 1986-ban, az amerikai Film Intézet létrehozta a Maya Deren Award-öt a független filmkészítők megmérettetésére és támogatására.
- 1986-ban, a skót Primal Scream együttes Ceystal Crescent című lemezének borítóján használta fel Maya Deren egyik képét A délután szövevényeiből.
- 1994-ben, elkészült Milla Jovovich Gentleman Who Fellt című dalának klipje, mely tisztelgés Maya Deren művészete előtt. A klip rendezője Kae Garner.
- 1994-ben, az angliai központú Horse and Bamboo Theatre Dance of White Darkness címmel, Deren Haitin tett látogatásainak történetét dolgozta fel egy táncelőadásban. A színház excentrikus előadásaiban szavak helyett a tánc, a mozdulatok, a zene és a maszkok játsszák a főszerepet.
- 2002-ben, Martina Kudlacek osztrák rendező dokumentumfilmet készített In the Mirror of Maya Deren címen. A film zenéjét John Zorn készítette.
- 2004-ben, egy brit rockzenekar a Subterraneans, Deren hat rövidfilmjéhez készített új zenét a Queen’s University Belfast filmfesztiváljára. Az At Land nyerte a hangtervért járó fesztiváldíjat.
- Egy amerikai punk-blues csapat az Immortal Lee County Killers a These Bones Will Rise To Love You Again című 2005-ben megjelent albumának borítóján egy Deren fotó látható.
- Egy érdekes utalást található Derenre, a Leo Lerman New York-i újságíró és kritikus írásaiból összeállított The Grand Surprise: Leo Lerman Journalse című könyv (New York: Knopf/Random House, 2007) 244. oldalán.
- Max Tundra, brit zenész a 2008-as Parallax Error Beheads You albumának The Entertainment című dalában utalás található Maya Derenre.
- 2008-ban, a portugál rock zenekar a Mão Morta új filmzenéket készített Deren négy rövid filmjéhez a Vila do Condo-i nemzetközi filmfesztiválra.

## Filmográfia
- Meshes of the Afternoon (A délután szövevényei, 18 perc) (1943), fényképezte Alexander Hammid, zenéjét szerezte Teiji Ito (1952)
- At Land (A parton, 15 perc) (1944) fényképezte Hella Heyman és Alexander Hammid
- A Study in Choreography for Camera (Koreográfiai tanulmány kamerára, 4 perc) (1945) szereplő:Talley Beatty
- Ritual in Transfigured Time (Rítus az átváltoztatott időben, 15 perc) (1946) koreográfia Frank Westbrook and Rita Christiani, szereplők: Anaïs Nin and Gore Vidal
- Meditation on Violence (Meditáció az erőszakról, 12 perc) (1948) közreműködik Chao-Li Chi, zene Teiji Ito.
- The Very Eye of Night (Az éjszaka igazi szeme, 15 perc) (1952–55) közreműködik a Metropolitan Opera Ballet School és Antony Tudor, zene Teiji Ito

## Befejezetlen filmjei
- The Witchs' Cradle (1943) közreműködik Marcel Duchamp és Pajorita Matta
- Medusa (1949) közreműködik Jean Erdman
- Divine Horsemen: The Living Gods of Haiti (1947–55) összegyűjtötte és szerkesztette Teiji Ito és Cherel Winnett Ito (1981)
- Season of Strangers (1959) Haiku Film Project.

## Nem forgalmazott filmje
- Ensemble for Somnambulists (1951) Toronto Film Society workshop

## Együttműködés
- The Private Life of a Cat (Egy macska magánélete) (1947) rendezte Alexander Hammid

## Könyvei
- An Anagram of the Ideas on Art, Form and Film. Yonkers, N.Y. : Alicat Book Shop Press, 1946.
- Cinematography: The Creative Use of Reality. Daedalus, 1960.
- Divine Horsemen: Voodoo God of Haiti. N.Y. : Chelsea House Publishers, 1970